# Anna Moffo
Anna Moffo (Wayne, 27 giugno 1932 – New York, 9 marzo 2006) è stata un soprano e attrice statunitense.

## Biografia
Nata da genitori italiani (Nicola Moffo e Regina Cinti, emigrati da Ascoli Piceno), frequentò il Curtis Institute of Music di Filadelfia. Nel 1955 vinse una borsa di studio Fulbright e poté recarsi a studiare dapprima a Venezia e poi al Conservatorio Santa Cecilia a Roma, debuttando nello stesso anno a Spoleto in Don Pasquale, in seguito alla vittoria del concorso Teatro lirico sperimentale Adriano Belli.
Successivamente fu selezionata dalla Rai per un'edizione televisiva di Madama Butterfly trasmessa il 24 gennaio 1956 con la produzione e la regia di Mario Lanfranchi. Il '57 fu anche l'anno del debutto alla Scala, al Festival di Salisburgo e all'Opera di Stato di Vienna (in tutti e tre i casi come Nannetta in Falstaff diretto da Herbert von Karajan) e, ancora per la televisione, de La sonnambula. Continuò a esibirsi a Vienna fino agli anni Settanta, interpretando Rigoletto, Manon, Faust, Micaela in Carmen, Mimi ne La bohème, La traviata. Esordì al Metropolitan Opera House di New York nel 1959 nel ruolo di Violetta e vi ritornò nella stagione 1960-1961 per interpretare Gilda, Adina e Liù. Apparve regolarmente al Met fino al 1976, comprese tournée del teatro in altre città, per un totale di oltre 200 recite.
Ottenne diverse scritture cinematografiche, anche in film non musicali, come La battaglia di Austerlitz (1960) con Rossano Brazzi, Ménage all'italiana (1965) con Ugo Tognazzi, Il divorzio (1970) con Vittorio Gassman. Nel 1969 una scena nel film Una storia d'amore, in cui sembrava apparire nuda, provocò un certo scandalo, ma lei dichiarò poi che in quella scena non era completamente senza vestiti. Nel 1970 offrì però un mezzo nudo nel giallo italiano Concerto per pistola solista. Alla televisione italiana apparve anche come ospite in spettacoli di varietà e condusse per due stagioni la trasmissione Anna Moffo Show, nel 1964 e nel 1967. Alla televisione tedesca apparve nel 1971 in una versione filmata de La principessa della ciarda.
Verso la fine degli anni '70 affrontò titoli più drammatici, come Il trovatore, Stiffelio,  Tosca, ma la carriera di cantante, nonostante fosse poco più che quarantenne, poteva considerarsi conclusa, anche a causa di un'attività molto intensa (all'apice della popolarità era arrivata a cantare in un anno ben 12 nuovi ruoli) che aveva provocato un progressivo deterioramento vocale: nel 1976 la sua interpretazione di Violetta al Met fu accolta piuttosto freddamente. Per il  centenario dello stesso teatro partecipò nel 1983 al galà teletrasmesso.

## Vita privata

Anna Moffo in Madama Butterfly, 1963

Nel 1957 sposò il regista Mario Lanfranchi, da cui divorziò nel 1972, e nel 1974 si risposò con l'ex dirigente della RCA Robert Sarnoff, del quale rimase vedova nel 1997. Morì a 73 anni per un cancro al seno.

## Repertorio
| Ruolo                            | Titolo                   | Autore           |
| -------------------------------- | ------------------------ | ---------------- |
| Giulietta Capuleti               | I Capuleti e i Montecchi | Bellini          |
| Amina                            | La sonnambula            | Bellini          |
| Elvira                           | I puritani               | Bellini          |
| Carmen Micaëla                   | Carmen                   | Bizet            |
| Mélisande                        | Pelléas et Mélisande     | Debussy          |
| Adina                            | L'elisir d'amore         | Donizetti        |
| Lucia Ashton                     | Lucia di Lammermoor      | Donizetti        |
| Maria                            | La figlia del reggimento | Donizetti        |
| Norina                           | Don Pasquale             | Donizetti        |
| Eugenia                          | Il filosofo di campagna  | Galuppi          |
| Clara                            | Porgy and Bess           | Gershwin         |
| Euridice                         | Orfeo ed Euridice        | Gluck            |
| Iphigénie                        | Iphigenie en Aulis       | Gluck            |
| Sidonia                          | Armida                   | Gluck            |
| Marguerite                       | Faust                    | Gounod           |
| Juliette                         | Roméo et Juliette        | Gounod           |
| Eudoxie                          | La Juive                 | Halévy           |
| Hänsel                           | Hänsel und Gretel        | Humperdinck      |
| Sylva Varescu                    | Die Csárdásfürstin       | Kálmán           |
| Nedda                            | Pagliacci                | Leoncavallo      |
| Manon                            | Manon                    | Massenet         |
| Thaïs                            | Thaïs                    | Massenet         |
| Fiora                            | L'amore dei tre re       | Montemezzi       |
| Susanna                          | Le nozze di Figaro       | Mozart           |
| Zerlina                          | Don Giovanni             | Mozart           |
| Pamina                           | Die Zauberflöte          | Mozart           |
| Hélène                           | La belle Hélène          | Offenbach        |
| La Périchole                     | La Périchole             | Offenbach        |
| Antonia Giulietta Olympia Stella | Les Contes d'Hoffmann    | Offenbach        |
| Serpina                          | La serva padrona         | Pergolesi        |
| Manon Lescaut                    | Manon Lescaut            | Puccini          |
| Mimì Musetta                     | La bohème                | Puccini          |
| Floria Tosca                     | Tosca                    | Puccini          |
| Cio-Cio-San                      | Madama Butterfly         | Puccini          |
| Magda de Civry                   | La rondine               | Puccini          |
| Lauretta                         | Gianni Schicchi          | Puccini          |
| Liù                              | Turandot                 | Puccini          |
| Monica                           | La fiamma                | Respighi         |
| Rosina                           | Il barbiere di Siviglia  | Rossini          |
| Adele Rosalinde                  | Die Fledermaus           | Strauss, Johann  |
| Annina                           | Eine Nacht in Venedig    | Strauss, Johann  |
| Cantante italiana                | Capriccio                | Strauss, Richard |
| Galathée                         | Die schöne Galathée      | Suppé            |
| Philine                          | Mignon                   | Thomas           |
| Luisa Miller                     | Luisa Miller             | Verdi            |
| Lina                             | Stiffelio                | Verdi            |
| Gilda                            | Rigoletto                | Verdi            |
| Leonora                          | Il trovatore             | Verdi            |
| Violetta Valery                  | La traviata              | Verdi            |
| Nannetta                         | Falstaff                 | Verdi            |

## Discografia e videografia

### Edizioni in studio
| Anno | Titolo                                                  | Ruolo           | Cast                                                                               | Direttore                   | Etichetta      |
| ---- | ------------------------------------------------------- | --------------- | ---------------------------------------------------------------------------------- | --------------------------- | -------------- |
| 1956 | Madama Butterfly (Video-RAI) regia di Mario Lanfranchi  | Cio Cio San     | Renato Cioni, Afro Poli, Mitì Truccato Pace                                        | Oliviero De Fabritiis       | VAI            |
| 1956 | La sonnambula (Video-RAI) regia di Mario Lanfranchi     | Amina           | Danilo Vega, Plinio Clabassi                                                       | Bruno Bartoletti            | Legato Classic |
| 1956 | La bohème                                               | Musetta         | Maria Callas, Giuseppe Di Stefano, Rolando Panerai, Nicola Zaccaria                | Antonino Votto              | Columbia/EMI   |
| 1956 | Falstaff                                                | Nannetta        | Tito Gobbi, Elisabeth Schwarzkopf, Rolando Panerai, Luigi Alva, Fedora Barbieri    | Herbert von Karajan         | Columbia/EMI   |
| 1956 | Don Giovanni                                            | Zerlina         | Antonio Campo, Teresa Stich-Randall, Suzanne Danco, Marcello Cortis, Nicolai Gedda | Hans Rosbaud                | Pathè/EMI      |
| 1957 | Madama Butterfly                                        | Cio-Cio-San     | Cesare Valletti, Renato Cesari, Rosalind Elias, Fernando Corena                    | Erich Leinsdorf             | RCA            |
| 1958 | Il filosofo di campagna                                 | Eugenia         | Elena Rizzieri, Mario Petri, Rolando Panerai                                       | Renato Fasano               | HMV            |
| 1959 | Lucia di Lammermoor Video-RAI                           | Lucia Ashton    | Nicola Filacuridi, Dino Dondi                                                      | Fernando Previtali          | House of Opera |
| 1960 | Le nozze di Figaro                                      | Susanna         | Giuseppe Taddei, Elisabeth Schwarzkopf, Eberhard Waechter, Fiorenza Cossotto       | Carlo Maria Giulini         | Columbia/EMI   |
| 1960 | La traviata                                             | Violetta Valery | Richard Tucker, Robert Merrill                                                     | Fernando Previtali          | RCA            |
| 1961 | La bohème                                               | Mimì            | Richard Tucker, Robert Merrill, Mary Costa, Giorgio Tozzi                          | Erich Leinsdorf             | RCA            |
| 1962 | La serva padrona                                        | Serpina         | Paolo Montarsolo                                                                   | Franco Ferrara              | RCA            |
| 1963 | Rigoletto                                               | Gilda           | Robert Merrill, Alfredo Kraus, Ezio Flagello, Rosalind Elias                       | Georg Solti                 | RCA            |
| 1963 | Manon Lescaut selez.                                    | Manon           | Flaviano Labò, Robert Kerns                                                        | René Leibowitz              | RCA            |
| 1963 | Manon selez.                                            | Manon           | Giuseppe Di Stefano, Robert Kerns                                                  | Renè Leibowitz              | RCA            |
| 1965 | Orfeo ed Euridice                                       | Euridice        | Shirley Verrett, Judith Raskin                                                     | Renato Fasano               | RCA            |
| 1965 | Luisa Miller                                            | Luisa Miller    | Carlo Bergonzi, Shirley Verrett, Cornell MacNeil, Giorgio Tozzi                    | Fausto Cleva                | RCA            |
| 1966 | Lucia di Lammermoor                                     | Lucia Ashton    | Carlo Bergonzi, Mario Sereni, Ezio Flagello                                        | Georges Prêtre              | RCA            |
| 1966 | La rondine                                              | Magda           | Daniele Barioni, Graziella Sciutti, Piero De Palma, Mario Sereni                   | Francesco Molinari-Pradelli | RCA            |
| 1968 | La traviata (Film-TV) regia di Mario Lanfranchi         | Violetta Valery | Franco Bonisolli, Gino Bechi                                                       | Giuseppe Patanè             | VAI            |
| 1970 | Carmen                                                  | Carmen          | Franco Corelli, Helen Donath, Piero Cappuccilli                                    | Lorin Maazel                | Eurodisc/Cetra |
| 1971 | Lucia di Lammermoor (Film-TV) regia di Mario Lanfranchi | Lucia Asthon    | Lajos Kozma, Giulio Fioravanti, Paolo Washington                                   | Carlo Felice Cillario       | VAI/Eurodisc   |
| 1974 | Thaïs                                                   | Thais           | Gabriel Bacquier, José Carreras                                                    | Julius Rudel                | RCA            |
| 1974 | La Juive                                                | Eudoxie         | Martina Arroyo, Richard Tucker, Bonaldo Giaiotti                                   | Antonio De Almeida          | RCA            |
| 1976 | L'amore dei tre re                                      | Fiora           | Plácido Domingo, Cesare Siepi                                                      | Nello Santi                 | RCA            |

Inoltre:
- Strauss R., Capriccio - Anna Moffo, Dietrich Fischer-Dieskau, Elisabeth Schwarzkopf, Nicolai Gedda, Philharmonia Orchestra & Wolfgang Sawallisch, 1957 EMI
- I puritani, Anna Moffo, Gianni Raimondi, Ugo Savarese, Raffaele Arié, dir. Mario Rossi - RAI 1959
- The Great Moments from Die Fledermaus - Risë Stevens, George London, Chor der Wiener Staatsoper, Oscar Danon, Richard Lewis, Anna Moffo, John Hauxvell, Jeanette Scovotti, Edward Houser, Sergio Franchi & Orchester der Wiener Staatsoper, 1963 BMG/RCA
- Offenbach, Die Schöne Helena – Anna Moffo, Ivan Rebroff, René Kollo, 1975 Philips
- Humperdink, Hansel und Gretel, Anna Moffo, Helen Donath, Charlotte Berthold, Dietrisch Fischer Dieskau, Chrita Ludwig, Arleen Auger, Lucia Popp - Bavarian Radio Orchestra - Kurt Eichhorn, 1971 RCA/ARIOLA EURODISC
- Gluck, Iphigenie in Aulis (revisione di R.Wagner) - Anna Moffo, Dietrisch Fischer Dieskau, Trudeliese Schmidt, Ludovic Spiess, Thomas Stewart, Arleen Auger, Bernd Weikl, Nikolaus Hilldebrandt, 1972 RCA/ARIOLA EURODISC

### Edizioni dal vivo
- La figlia del reggimento, Anna Moffo, Giuseppe Campora, Giulio Fioravanti, dir. Franco Mannino - Rai Milano 1960 - Gala
- Turandot, Birgit Nilsson, Anna Moffo, Franco Corelli, Bonaldo Giaiotti, dir. Leopold Stokowsky - New York Metropolitan 1961 - Melodram
- La traviata, Anna Moffo, Renato Cioni, Mario Sereni, dir. Herbert Von Karajan - La Scala 1964 - Arkadia
- La fille du régiment, Anna Moffo, Pierre Duval, Napoleone Bisson, dir. Richard Karp - Pittsburgh 1974

## Filmografia
- La battaglia di Austerlitz, regia di Abel Gance (1960)
- Menage all'italiana, regia di Franco Indovina (1965)
- Una storia d'amore, regia di Michele Lupo (1969)
- L'ultimo avventuriero, regia di Lewis Gilbert (1969)
- Concerto per pistola solista, regia di Michele Lupo (1970)
- Il divorzio, regia di Romolo Guerrieri (1970)
- La ragazza di nome Giulio, regia di Tonino Valerii (1970)

## Doppiatrici italiane
- Rita Savagnone in Una storia d'amore, Ménage all'italiana, Concerto per pistola solista
- Fiorella Betti in Il divorzio